# 장 마르티농

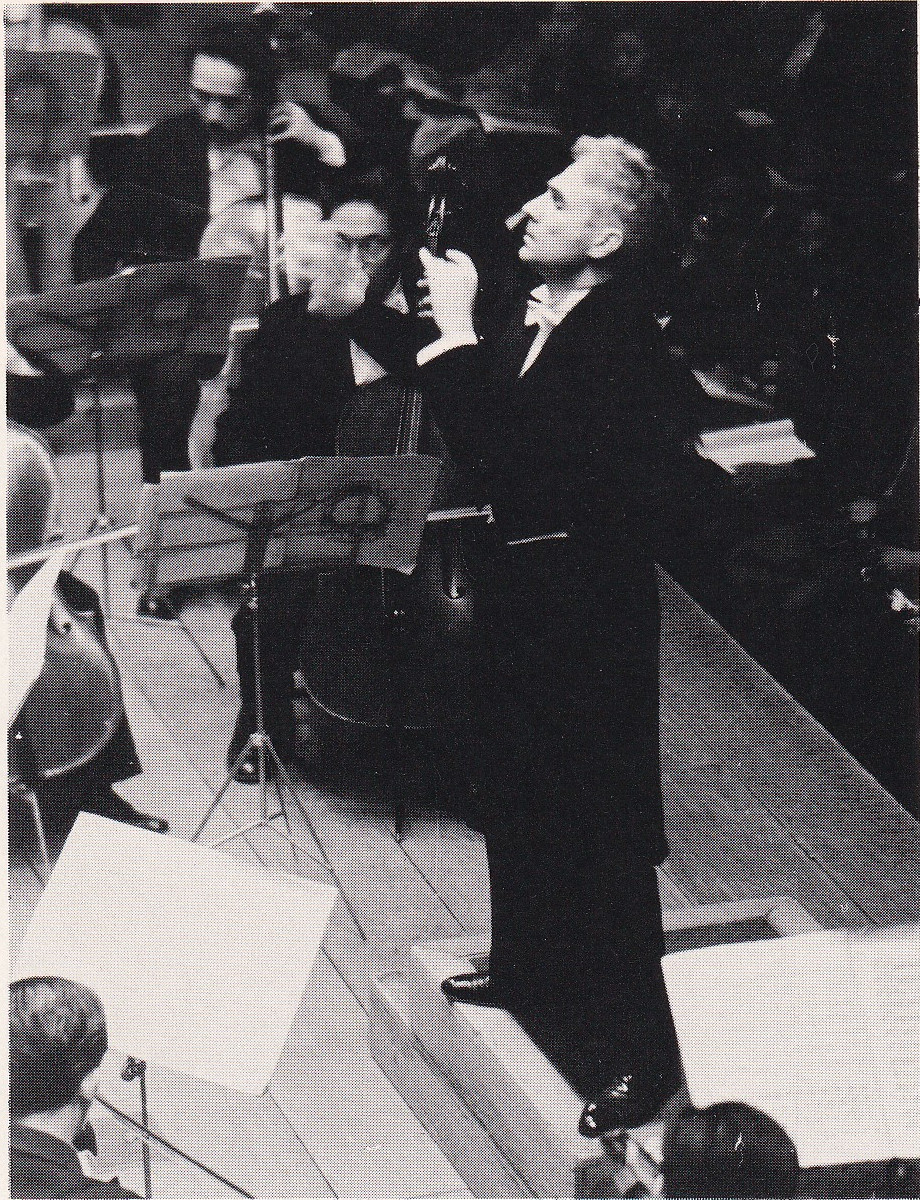

장 마르티농(Jean Francisque-Étienne Martinon, Jean Martinon, 1910년 1월 10일 ~ 1976년 3월 1일)은 프랑스의 지휘자이자 작곡가이다.
리옹에서 태어났다. 처음에는 바이올리니스트로서 출발했으나, 전후에는 지휘자로서 활약하여 호평을 받았으며 프랑스·미국을 비롯하여 세계 여러 나라에의 객연도 많이 하였다. 프랑스 작품은 물론 또한 스트라빈스키 작품의 연주 솜씨도 볼 만하다.
마르티농은 골암 진단을 받았다. 프랑스 파리에서 사망했다.